# Helena Malířová
Helena Malířová, rodným jménem Helena Nosková (31. října 1877 Praha-Nové Město – 17. února 1940 Praha) byla levicově zaměřená česká novinářka, spisovatelka, publicistka a překladatelka, vlastní sestra herečky Růženy Naskové. Psala úvahy, povídky, novely, romány a pohádky pro děti.

## Život

### Mládí ve vile Amerika

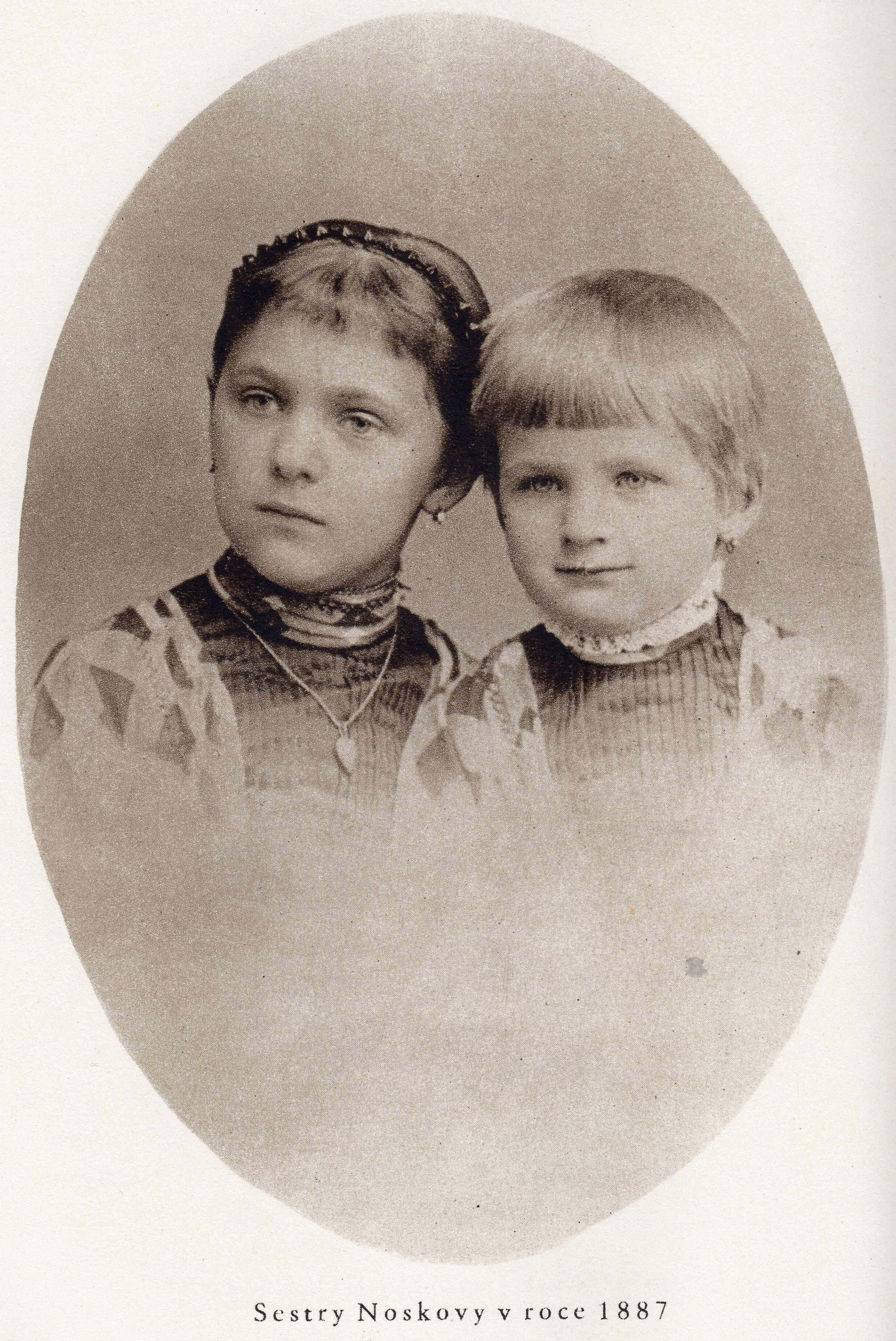
Helena a Růžena Noskovy, 1887

Narodila se v rodině Josefa Noska (1829–1899), který působil v různých povoláních – jako kontrolor, účetní, správce a úředník pražského magistrátu. Sám byl též literárně činný, publikoval v časopisech a příležitostně překládal z maďarštiny. Matka Josefa, rozená Bučinová (* 1846), pocházela z Chocerad a byla druhou manželkou Josefa Noska.
Helena se narodila jako starší ze dvou dcer manželů Noskových. Se sestrou Růženou (pozdější herečkou Růženou Naskovou vyrůstaly v zahradním domku tzv. vily Amerika (dnešní Dvořákovo muzeum) na pražském Novém Městě. Růžena vzpomínala, jak starší Helena od malička psala pohádky a dovedně kreslila. Až do otcovy smrti se však neodvážila svou zálibu v literatuře výrazněji projevit.

### Vstup do literatury
Okolo roku 1900 se sestry Noskovy seznamovaly s předními intelektuály své doby (Stanislav Kostka Neumann, Kamilla Neumannová, František Xaver Svoboda, Antonín Klášterský, F. X. Šalda). Helena se též seznámila se svým budoucím manželem, studujícím práv, básníkem Janem Malířem (1878-1909). Helena začala publikovat časopisecky (Ženské listy, Kalendář paní a dívek českých 1904, Pochodeň, aj.). Její první povídkovou knihu Lidské srdce zaznamenala Moderní revue. Dramatická prvotina Bratrství byla uvedena v Národním divadle v roce 1905. I když ji režíroval Jaroslav Kvapil, dočkala se pouze dvou repríz.
V roce 1904 se, po pětileté známosti, provdala za Jana Malíře; jejich manželství však nebylo dlouhé, Jan Malíř zemřel 14. 11. 1909 na tuberkulózu.

### Levicová novinářka a spisovatelka
Netradiční myšlení Heleny Malířové se projevilo již v roce 1910, když vystoupila z římskokatolické církve a zůstala bez vyznání. Po smrti manžela cestovala po Evropě, v roce 1912 se jako reportérka a ošetřovatelka zúčastnila na Balkáně srbsko-turecké války. Od roku 1913 žila ve Vídni. Zde se seznámila s Ivanem Olbrachtem a pod jeho vlivem vstoupila do sociálně demokratické strany a pracovala v redakci vídeňských Dělnických listů. Roku 1916 se spolu s Olbrachtem vrátila do Prahy a od roku 1920 žili v domě Antala Staška v pražské Krči.
Pod Olbrachtovým vlivem byla silně levicově orientována, svá díla nejčastěji umísťovala do proletářského prostředí. V roce 1920 se zúčastnila II. světového kongresu Komunistické internacionály, který se konal v Petrohradě a Moskvě. Byla zakládající členkou KSČ, jako novinářka publikovala zejména v komunistickém a sociálně demokratickém tisku. Vystupovala na levicových schůzích, prosazovala emancipaci, politickou uvědomělost a angažovanost žen. Za svou činnost byla několikrát vězněna.

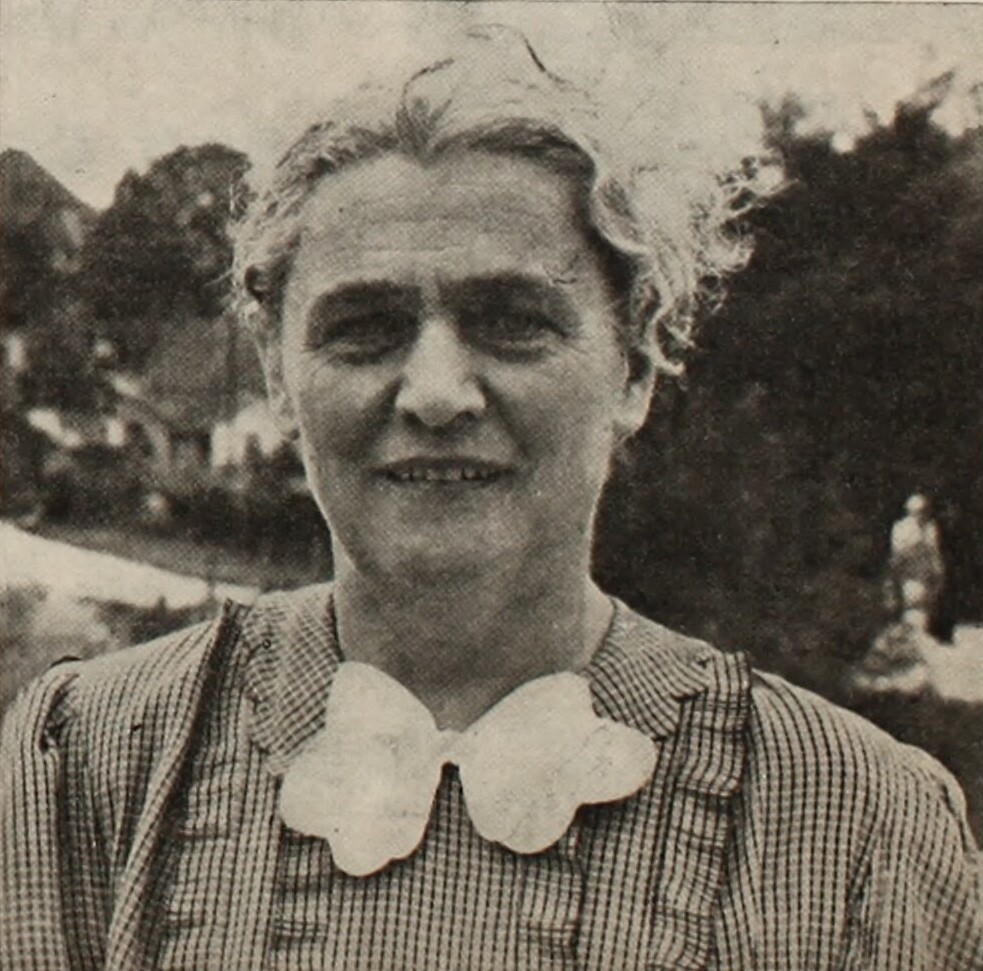
Starší Helena Malířová

### Rozchod s KSČ
Roku 1929 podepsala společně s dalšími šesti spisovateli (Stanislavem Kostkou Neumannem, Vladislavem Vančurou, Josefem Horou, Jaroslavem Seifertem, Marií Majerovou a Ivanem Olbrachtem) tzv. Manifest sedmi proti KSČ a byla ze strany vyloučena.

### Poslední léta
Helena Malířová byla družkou Ivana Olbrachta až do roku 1935, kdy ji opustil kvůli své budoucí manželce Jaroslavě Kellerové. V roce 1936 znovu procestovala několik evropských zemí a navštívila, spolu s delegací českých intelektuálů, Španělsko (tehdy v občanské válce). Od roku 1936 žila sama.
Zemřela na srdeční chorobu, její urna byla uložena v kolumbáriu v Praze-Strašnicích. Do stejného hrobu byla později pochována též sestra Růžena Nasková.

## Dílo
- Lidské srdce (1901) – první knižní sbírka povídek [17]
- Právo na štěstí (1908) – první román [18]
- Malé příběhy (1910) – pohádky pro děti
- Víno (1912) – román [19]
- Popel (1914) – dvojdílný román o životě, díle a osudu spisovatele Josefa Matějky [20]
- Rudé besídky (stati z let 1918-1921 v Pochodni aj., s komunistickými a feministickými idejemi)
- Požehnání (1920) – román [21]
- Povídky s dobrým koncem (1923) – vydalo Komunistické nakladatelství R. Rejman - Praha 1 v lednu 1923
- Deset životů (1937) – autobiografický román od 10. roku života [22]
- Barva krve – román
- Vítězství – román
- Stříbrný racek a jiné povídky – sbírka povídek
- Křehké květiny
- Mariola – poslední román, také v překladu do ruštiny a do němčiny
- Dědictví
- Nový rok
- Pod kaštanem (1939) – pohádky pro děti
- Zápisky z nemoci – poslední povídky

## Překlady
Překládala z francouzštiny a z němčiny. Nejdříve to byly některé knihy dobrodružné, jako Claude Farrère (1913) nebo Dumasův Hrabě Monte Christo (1916–1917, druhé vydání 1925), pak s revolučními náměty (dodnes je vydávaný její překlad románu Devadesát tři od Victora Huga), později knihy antifašistických autorů (Thomas Mann, B. Traven).

## Zajímavost
V říjnu 1920 informoval tisk, že Helena Malířová, spolu s dalšími komunistickými aktivisty Hugo Sonnenscheinem a Emanuelem Vajtauerem (pozdějším předním kolaborantem), byla zatčena na severu Norska ve Vardø, nejvýchodnějším městě Norska, blízko ruských hranic. Touto cestou se měla vracet z pobytu v sovětském Rusku, kde se zúčastnila II. světového kongresu Komunistické internacionály.

## Posmrtné připomínky
- Bronzová pamětní deska Antala Staška, Heleny Malířové a Ivana Olbrachta na domě v ulici U kola čp. 173/4 v Praze 4 - Krči, kde žili.[24]
- V pražském Břevnově je po Heleně Malířové od roku 1947 pojmenována ulice (1906-1940 a 1945-1947 Husova, 1940-1945 Hohenlohova)[25]
- V brněnské městské části Lesná je po Heleně Malířové pojmenována ulice.
- V Teplicích je po Heleně Malířové pojmenována ulice za zámeckou zahradou.